# Charly Greane
Charly Greane, de son vrai nom Nadir, est un rappeur et chanteur français. 
Il se popularise grâce à son premier street album éponyme, Charly Greane, publié en juin 2006.

## Biographie
Nadir passe son enfance en région parisienne avant de s'installer à Bordeaux, en Gironde[réf. nécessaire]. Baigné dans un environnement musical très varié depuis son enfance[réf. nécessaire], c'est son aîné de 10 ans qui l'initie très tôt au rap.
Il publie son premier street album, Charly Greane, en juin 2006. À cette occasion, il est repéré dans la presse française consacrée au rap comme les magazines Groove (oct, no 106 et novembre 2006, no 107) et Clark Magazine (juillet 2006). Il suit en 2008 et 2009 des deux street-tapes HomeWork,. En juillet 2009 publie l'EP Jeune et fier, compilation des quatre derniers singles et de deux inédits en avant goût de son premier album déjà en préparation.
Charly Greane part à Los Angeles pour enregistrer son album en 2010, la date de sortie est encore inconnue[réf. nécessaire]. En février 2010, generations.fr le classe 9e de sa liste des « 10 rappeurs français les plus sexy ».

## Discographie
Street-tapes et net-tapes
- 2006 : Charly Greane

1. Né pour être roi
2. Club de Bordeaux
3. J'te donne un rap
4. Frais !
5. Boule de flipper
6. Eclate le bar - avec Dabaaz
7. Profonds dans l'underground - avec Falgas
8. Skit
9. A 20 ans
10. Material boy - avec Chloé
11. Achète - avec DJecko
12. Pas des livres
13. Que vas-tu faire ? - avec Chloé et Tally
14. C'est Greane
15. La vie est un jeu
16. Superbowl - avec CraiZ, Tally, B.I.T.C.H, Bennie Bizzie, Kloker one & Goodfella

- 2008 : Homework

1. Intro
2. Mr Greane - avec Western Love
3. Helicopta - avec Tally
4. Jeunes & Fiers - avec Western Love
5. Regarde Moi
6. Passe la Heineken - avec Grödash
7. Homework

- 2009 : Homework #II

1. Cold As Ice
2. Greane ding-dong
3. Claclaclasse
4. Oh non!
5. Savoir faire - avec Tally
6. Sidekick
7. Magnifiques - avec Billy Bats & Booty Love Gang
8. Boggle - avec DJ Gero

### EP
- 2009 : Jeune et fier

1. Gossip girl - avec Western Love
2. Première classe - avec Western Love
3. Jeunes et fiers - avec Western Love
4. École Buissonnière - avec Teki Latex
5. Quand Tu Pars
6. Lecon n°1 - avec Western Love
7. L'addition - avec Numéro#
8. Première Classe (The Shoes Remix) - avec Western Love

### Singles
- 2008 : Première classe - avec Western Love
- 2008 : L'addition - avec Numéro#
- 2008 : Quand tu pars
- 2008 : École buissonniere - avec Teki Latex
- 2009 : Gossip Girl - avec Western Love

### Participations
- Stade De France - Orgasmic feat. Cuizinier & Charly Greane
- Fortnight In Bordeaux - Vyle feat. Barney & Charly Greane
- Facile A Dire - Mastakuss & Aetoms feat. Charly Greane, Nikomik & Tally
- Dans Ma Bulle - Shadow Loowee feat. Charly Greane
- Magnifiques - Booty Love Gang feat. Billy Bats & Charly Greane
- Bangbros - Joke feat. Charly Greane
- Corporate Mic Pass - Charly Greane, Cuizinier, Killa Daz, Kilroy, 16S64, Craiz, Dogg Soso, Saphir & Air J
- Job Done - Endé, Charly Greane & Tally

### B-Sides
- Mon Parapluie
- Upgrade U RMX
- Homework RMX
- French Kiss Frestyle 1
- French Kiss Freestyle 6
- Avant toi (Version Internet)
- Not at all feat. Tally
- Numéro 1 feat. Tally
- Magic City RMX feat. Tally
- Joyeux Anniversex feat. Tally
- Pour ta tape feat. Tally
- Toujours frais
- On arrive dans ta maison feat. Tally (mixtape le 33 s'exporte)
- BEURR ! (sur la mixtape 100 % HipHip)

### Remixes
- Gossip Girl The Loove remix
- Gossip Girl Low Club remix
- Gossip Girl Ymee remix

## Clips vidéo
- 2009 : Gossip Girl